# Favoriter på svenska
Favoriter på svenska utkom den 10 maj 2006 och är ett studioalbum av Shirley Clamp, där hon sjunger covers på sånger på svenska. Albumet placerade sig som högst på sjunde plats på den svenska albumlistan.

## Låtlista
1. När kärleken föds (It Must Have Been Love)
2. Öppna din dörr
3. I en annan del av världen
4. Jag kan nå dig (When I Need You)
5. Vindarna som bär (Wind Beneath My Wings)
6. Regn hos mig
7. I dina ögon (True Colors)
8. Tro
9. Hur sköra vi är (Fragile)
10. Om
11. Inget kan gå fel

## Medverkande
- Shirley Clamp - sång
- Amir Aly - gitarr, piano, programmering, producent
- Robin Abrahamsson - bas
- Pelle Jernryd - lapsteel
- Mattias Pedersen - trummor

## Listplaceringar
| Lista (2006) | Topplacering |
| ------------ | ------------ |
| Sverige      | 7            |

### Fotnoter
1. ↑  Listplacering